# Bélyegkatalógus
A bélyegkatalógus kereskedelmi forgalomba került, illetve forgalomban levő bélyegeket bemutató és árukat (értéküket) közlő kiadvány.

## Ismert bélyegkatalógusok
- Austria Netto Katalog – A leghíresebb kiadott katalógus a bélyeggyűjtés területén az osztrák gyűjtők területére korlátozottan.
- Scott – Angol nyelvű, hat kötetes, évente megjelenő katalógus, CD- és DVD-változata is van.
- Michel – A legnagyobb és legismertebb bélyegkatalógus német nyelvterületen. A Scott katalógussal ellentétben nem jelenik meg minden kötete minden évben. A kötetek földrajzi rend szerint szerkesztettek.
- Stanley Gibbons – Angol nyelvű katalógus, online, korlátozott verziója ingyenes regisztráció után elérhető.
- Zumstein – Svájci/liechtensteini bélyegkatalógus.
- Yvert – Francia nyelvű, egész világot lefedő, többkötetes katalógus.
- Magyar Posta- és Illetékbélyeg Katalógus – többévente megjelenő, nevével ellentétben egy dán kiadó céges, áfás kereskedelmi árjegyzéke (amint azt írja is) a magyar posta- és illetékbélyegekről.